# 水田镇 (威信县)
水田镇，是中华人民共和国云南省昭通市威信县下辖的一个乡镇级行政单位。
2012年8月30日，云南省人民政府批复同意撤销水田乡，设立水田镇。

## 行政区划
水田镇下辖以下地区：
水田村、河坝村、龙洞村和香树村。

## 中国传统村落
2012年，湾子苗寨村被评为首批“中国传统村落”。